# اولگا پلامبی
اولگا پلامبی (انگلیسی: Ollga Plumbi؛ زاده: ۱۸۹۸ - درگذشته: ۱۹۸۴) فمینیست، فعال و سیاستمدار آلبانیایی بود. او همچنین به عنوان معاون پارلمان آلبانی در سال ۱۹۴۵ انتخاب شد اما به عنوان یکی از اولین فمینیستهای آلبانی شناخته شد.

## زندگی‌نامه
اولگا که با نام مستعار نویسندگی «شپرسا» نیز شناخته شده‌است در روستای لوپکیا از پرمت در سال ۱۸۹۸ متولد شد. پس از آنکه شوهرش فوت کرد، او جوان بود، او به منظور کار به مهاجرت در غرب رفت تا کار کند و از خانواده اش مراقبت کند. او بعداً به آلبانی بازگشت و در طول ۱۹۳۶–۱۹۳۷ در نشریه "Bota e Re" در کنار سایر نویسندگان مترقی مانند سلیم اشپوسا و مچینی به نوشتن پرداخت. در طول جنگ جهانی دوم او بخشی از جنبش ضد فاشیستی بود و بعد به عنوان رئیس شورای ضد فاشیسم زنان آلبانی انتخاب شد.
در انتخابات سال ۱۹۴۵ او معاون پارلمان مردم شد و دومین معاون پشت سر انور خوجه که بیشترین رای را آورد بود، اما به زودی او از پست حذف شد و از سیاست کنار رفت اما همچنان هم به‌طور گسترده در مورد فمینیسم و برابری جنسیتی تا زمان فوت نوشت.